# Paris Hilton My New BFF

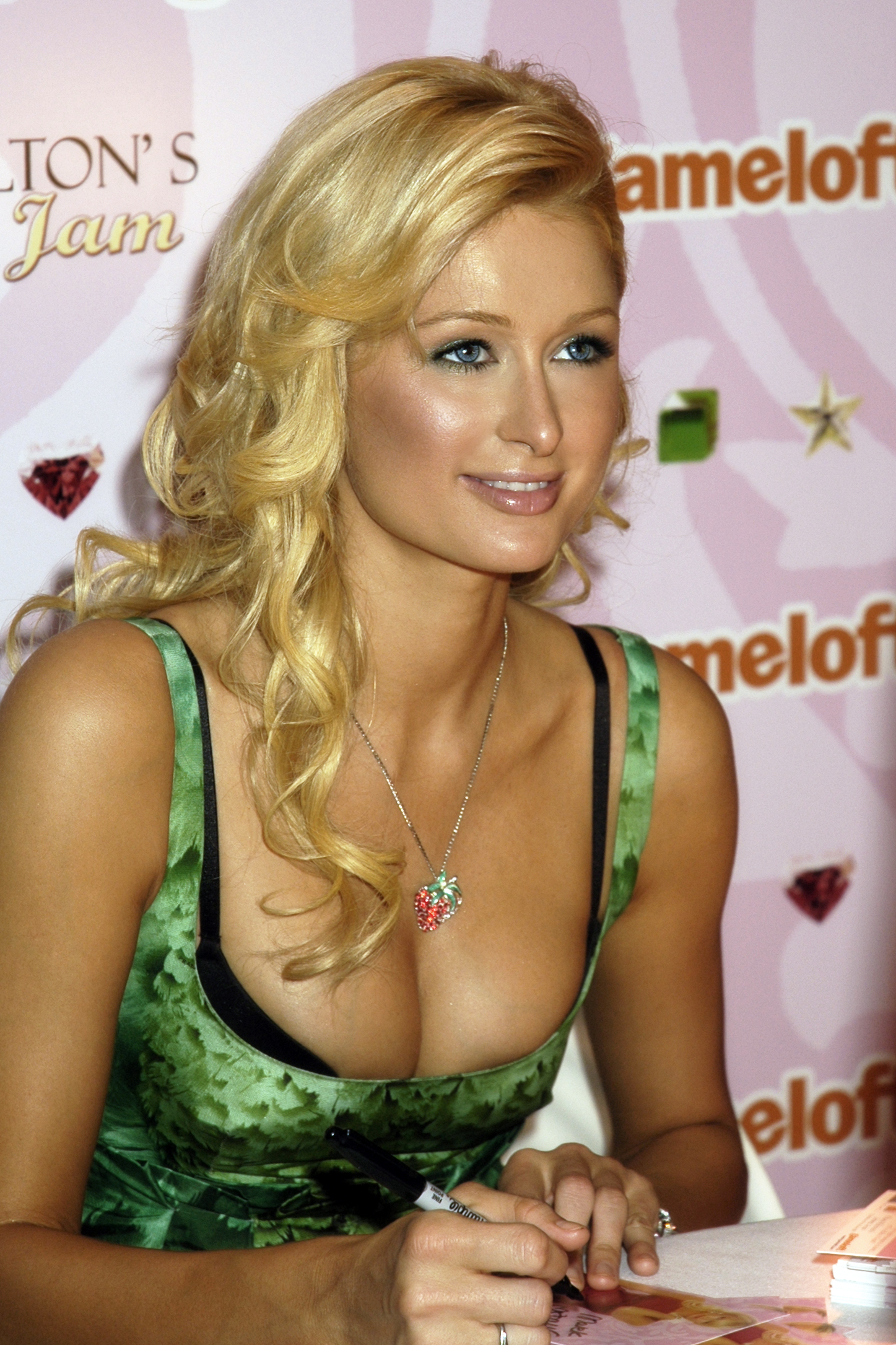
Paris Hilton promoting her cell-phone video game: Jewel Jam during the E3 Video Game Convention.

Paris Hilton's My New BFF, también conocido como My New BFF, es un reality show en el que Paris Hilton busca una nueva BFF (mejor amiga para siempre). Tras el éxito de la primera temporada se crearon varias temporadas y versiones internacionales.

## Estados Unidos

### Primera temporada

#### Finalistas
| Nombre              | Puesto            |
| ------------------- | ----------------- |
| Brittany Flickinger | Ganadora          |
| Vanessa Fontana     | Segunda Finalista |
| Corrie Loftin       | Tercera Finalista |
| Shelley Burkett     | Cuarta Finalista  |

La primera temporada se estrenó en el canal MTV en los Estados Unidos el 30 de septiembre de 2008. Dieciséis mujeres y dos hombres compitieron en retos, en un intento de convertirse la nueva BFF de Paris Hilton. Cuatro de las mujeres participantes fueron eliminadas en el primer episodio y por lo tanto, no figuraron en el material promocional (fotos y TV Spots).
Aunque a Hilton se le prohibió revelar el nombre del ganador antes del término del programa, hay 2 ocasiones en las que accidentalmente se refirió al ganador como "ella" (la primera fue el 25 de septiembre de 2008 en la transmisión del programa Late Show with David Letterman, y de nuevo el 7 de octubre de 2008 cuando invitaron a Paris Hilton a The Ellen DeGeneres Show donde de nuevo se refirió como a "ella" al ganador). Esto no fue muy revelador, aunque los originales concursantes habían sido 16 mujeres y 2 hombres.
El 2 de diciembre, luego de varias semanas de competición entre los concursantes, Brittany Flickinger se proclamó la vencedora del programa. Pero un tiempo después, Paris observó que la muchacha sólo estaba en el show para ganar fama y aprovecharse de su buena voluntad, cuando en realidad le expresaba a ella programa tras programa que sólo quéría conocerla a fondo y ser una gran amiga suya.
Por ello, Paris decide alejar a Brittany de su círculo social por su mala actitud y organizar nuevamente una búsqueda para hallar un nuevo BFF que pensara en algo más allá que el dinero, que fuera sensible y tuviera en cuenta que ella sólo quiere a su lado a una persona que sea sincera.

### Segunda temporada

#### Finalistas
| Nombre             | Puesto                     |
| ------------------ | -------------------------- |
| Stephen Hampton    | Ganador (Tercer Finalista) |
| Stephanie Fritz    | Segunda Finalista          |
| Tiniecia Goldsmith | Tercera Finalista          |
| Amanda Narcise     | Cuarta Finalista           |
| Elena Miglino      | Quinta Finalista           |

La segunda temporada se estrenó en MTV el 2 de junio de 2009. Trece mujeres y tres hombres compitieron en retos, en un intento de convertirse en el nuevo mejor amigo de Paris.
Onch, uno de los concursantes de la primera temporada, apareció como coanfitrión. Otros invitados incluyeron a Santino Rice, Kathy Hilton, Doug Reinhardt, Lil 'Kim, el grupo Three Six Mafia y Kathy Griffin.
Finalmente, tras quedar como finalistas Tiniecia y Stephanie, se arrepintió y escogió como su BFF a Stephen que anteriormente había sido eliminado y quedado en el tercer Puesto entre los finalistas.

### Tercera temporada
En la promoción de la segunda temporada en Dallas, Hilton dijo que, sin duda, realizaría una tercera temporada para MTV. 
Durante una entrevista en julio de 2009, Tiniecia Goldsmith (concursante de la segunda temporada) dijo a los aficionados que se realizaría una tercera temporada, diciendo que debido a que el índice de audiencia de dicha temporada había sido muy superior al de la primera temporada. Sin embargo, dicha decisión ha sido criticada por la audiencia dado que el ganador/a no sería en realidad el verdadero "BFF" de Paris, el cual cambia cada temporada.

## Versión británica

### Finalistas
| Nombre | Puesto            |
| ------ | ----------------- |
| Sam    | Ganador           |
| Kat    | Segunda Finalista |
| Emma   | Tercera Finalista |
| Carrie | Cuarta Finalista  |
| Flic   | Quinta Finalista  |

La versión británica del show, Paris Hilton's British Best Friend, fue estrenada el 29 de enero de 2009 en el Reino Unido a través de ITV2. Hilton realizó la mayor parte de la serie en Londres, con partes de los primeros y últimos episodios en los EE. UU. Doce mujeres y un hombre compitieron en esta versión del programa.
Los invitados incluyeron a Charlie Sheen, Martin Sheen, Rick Hilton, Kathy Hilton, Chris Leger, Scott Henshall, Marcos Durden-Smith, Jade Jagger, Jackie Collins, Tamara Beckwith, Scott Mills, Callum Mejor, Julian Bennett, Benji Madden, Allison Melnick, Nicky Hilton y Barron Hilton II. Además, Good Charlotte actuó en la mansión BFF 
En el primer episodio aparecieron algunos concursantes de la primera temporada de la versión original del programa en los Estados Unidos, como Brittany, Onch, Vanessa, Kiki, Sinsu o Lauren. Al mismo tiempo se muestra la fiesta de despedida de dichos ex-concursantes antes de partir hacia Londres. En la final Vanessa, Onch y Lauren se volvieron a ver cuando París presentó a los finalistas con algunos de sus amigos americanos. 
El 19 de marzo de 2009, Samuel Hextall se proclamó el ganador de esta edición.

## Versión de Emiratos Árabes Unidos
Hilton está trabajando en otra versión, Paris Hilton My Dubai BFF en Dubái, Emiratos Árabes Unidos. 

### Finalistas
| Nombre           | Puesto                                |
| ---------------- | ------------------------------------- |
| Reem Al Alnezi   | Ganadora                              |
| Dana Elemara     | Segunda Finalista                     |
| Dina Altaji      | Tercera Finalista (Segunda Finalista) |
| Amy Marie Parker | Cuarta Finalista                      |

En esta versión un grupo de veinte jóvenes mujeres, la mitad procedentes del Oriente Medio y la otra mitad de otros lugares, residen en Dubái, donde se realizan una serie de pruebas para ver quién sería el mejor adaptado a su estilo de vida. Hilton nunca ha ido a Dubái antes, así que parte del espectáculo incluirá sus reacciones iniciales a su primer viaje a los Emiratos Árabes Unidos. 
La producción comenzó a mediados de junio de 2009, filmado durante diecisiete días y concluía con una sesión final en Los Ángeles.